# 香港資源
香港資源控股有限公司（港交所：2882）是一所香港上市公司，前稱海域化工集團有限公司。創辦人是葉劍波。公司主要在中國內地、香港及澳門以金至尊、銀河明星及淘至尊商標名稱從事零售及特許經營銷售黃金飾品及珠寶首飾。

## 前身
香港資源控股的前身海域化工是海域集團的子公司，曾經營電鍍化學品業務，2003年在香港交易所分拆上市。
2006年7月，海域系被發現賬目有問題，海域集團及海域化工的股份暫停買賣。同月香港高等法院委任了兩間公司的臨時清盤人。其後海域化工有新投資者願意注資及與債權人達成協議。2008年9月24日的股東大會通過決議，批准了股本重組及發行新股等事項，及罷免葉劍波的執行董事職務。同月海域化工獲百慕達及香港的法院解除臨時清盤人，及由黃英豪出任公司主席。海域化工的股份於2008年10月3日恢復在香港交易所買賣。
根據海域化工2008年年報顯示，公司在2008年3月31日資不抵債達3億多港元。

## 現況
2009年1月7日起，海域化工集團有限公司正式易名為香港資源控股有限公司，英文名也同時更改。
2013年11月5日六福集團以3.01億收購香港資源旗下的「金至尊」的50%之權益。2024年7月9日，香港資源控股有限公司再更名為金至尊集團（國際）有限公司。

## 股權分佈
於2008年3月，海域集團名義上間接持有海域化工約71%股權，但這些股份已由海域集團債券的信託人控制。前執行董事黃英豪持有約32%股權。其后于二零一七年五月出售予第三方，至此黃氏再沒有持有任何公司股份

## 外部連結
- 香港資源控股官方網站 （页面存档备份，存于）